# ATP Finals 2024
Le ATP Finals 2024, ufficialmente Nitto ATP Finals 2024 per motivi di sponsorizzazione, sono state un torneo di tennis che si è disputato a Torino, in Italia, dal 10 al 17 novembre 2024 sul campo in cemento indoor dell'Inalpi Arena. È stato l'evento conclusivo dell'ATP Tour 2024, a cui hanno partecipato i primi otto giocatori della classifica ATP di singolare e le prime otto coppie della classifica di doppio. È stata la 55ª edizione del torneo di singolare e la 50ª del doppio.

## Qualificazioni

### Regolamento

#### Singolare
Otto giocatori partecipano alla competizione, con due giocatori di riserva, secondo il seguente criterio di qualificazione:
1. I primi 7 giocatori dell'ATP Race to Turin al 9 novembre 2024
2. Fino a due vincitori di tornei del Grande Slam disputatasi nel 2024 e posizionati tra l'ottava e la ventesima posizione della Race
3. L'ottavo classificato dell'ATP Race

Nel caso in cui questi criteri vengano rispettati da più di 8 giocatori, i due più in basso nell'ordine di selezione si qualificano come riserve.
Una classifica provvisoria, coincidente alle ultime 52 settimane dell'ATP Ranking, viene pubblicata settimanalmente. I punti vengono ottenuti dai tornei del Grande Slam e dell'ATP Tour, dalla United Cup, dall'ATP Challenger Tour e dall'ITF Tour. I giocatori accumulano punti da 19 tornei, solitamente composti da:
- I 4 tornei del Grande Slam
- Gli 8 tornei Masters 1000 obbligatori
- I migliori 7 risultati compresi tra le altre categorie di tornei (Monte Carlo Masters, United Cup, ATP 500, ATP 250, Challenger e dall'ITF Tour)
- I giocatori possono sostituire fino a 3 risultati dei Masters 1000 obbligatori con punteggi superiori in tornei ATP 500 o ATP 250.

#### Doppio
Otto squadre competono al torneo ricevendo i posti secondo lo stesso ordine di precedenza del singolare. I punti vengono accumulati nelle stesse competizioni del torneo di singolare. Tuttavia, per le squadre di doppio non ci sono tornei obbligatori, quindi le squadre sono classificate in base ai loro 19 risultati con punteggio più alto in qualsiasi torneo dell'ATP Tour 2024.

### Singolare
| #       | Giocatore          | Punti  | Tornei | Data di qualificazione |
| ------- | ------------------ | ------ | ------ | ---------------------- |
| 1       | Jannik Sinner      | 10.330 | 14     | 10 agosto              |
| 2       | Alexander Zverev   | 7.315  | 20     | 1 settembre            |
| 3       | Carlos Alcaraz     | 6.810  | 14     | 24 settembre           |
| 4       | Daniil Medvedev    | 4.830  | 16     | 22 ottobre             |
| 5       | Taylor Fritz       | 4.300  | 21     | 29 ottobre             |
| 6       | Casper Ruud        | 3.855  | 24     | 5 novembre             |
| 7       | Alex de Minaur     | 3.745  | 19     | 5 novembre             |
| 8       | Andrej Rublëv      | 3.720  | 26     | 5 novembre             |
| Riserve |                    |        |        |                        |
| 9       | Grigor Dimitrov    | 3.340  | 19     | -                      |
| 10      | Stefanos Tsitsipas | 3.165  | 22     | -                      |

### Doppio
| #       | Giocatori                          | Punti | Tornei | Data di qualificazione |
| ------- | ---------------------------------- | ----- | ------ | ---------------------- |
| 1       | Marcelo Arévalo Mate Pavić         | 6.710 | 22     | 28 agosto              |
| 2       | Marcel Granollers Horacio Zeballos | 6.500 | 17     | 29 agosto              |
| 3       | Wesley Koolhof Nikola Mektić       | 5.775 | 21     | 28 ottobre             |
| 4       | Simone Bolelli Andrea Vavassori    | 5.540 | 18     | 9 ottobre              |
| 5       | Max Purcell Jordan Thompson        | 5.255 | 16     | 26 ottobre             |
| 6       | Rohan Bopanna Matthew Ebden        | 4.860 | 16     | 28 ottobre             |
| 7       | Harri Heliövaara Henry Patten      | 4.587 | 19     | 28 ottobre             |
| 8       | Kevin Krawietz Tim Pütz            | 4.490 | 18     | 28 ottobre             |
| Riserve |                                    |       |        |                        |
| 9       | Nathaniel Lammons Jackson Withrow  | 3.680 | 34     | -                      |
| 10      | Máximo González Andrés Molteni     | 3.105 | 19     | -                      |

## Testa a testa

### Singolare

#### Testa a testa generale
|   |                  | Sinner | Zverev | Alcaraz | Medvedev | Fritz | Ruud | de Minaur | Rublëv | Totale | V–S 2024 |
| 1 | Jannik Sinner    |        | 2-4    | 4-6     | 7-7      | 2–1   | 2-0  | 7-0       | 6-3    | 30–21  | 65–6     |
| 2 | Alexander Zverev | 4-2    |        | 5–5     | 7-12     | 5-6   | 3-2  | 8-2       | 6-3    | 38-32  | 66-20    |
| 3 | Carlos Alcaraz   | 6-4    | 5-5    |         | 6-2      | 2-0   | 4-0  | 2-0       | 1-1    | 26–12  | 52–11    |
| 4 | Daniil Medvedev  | 7–7    | 12-7   | 2-6     |          | 1–0   | 3-0  | 6-3       | 7-2    | 38–25  | 45–19    |
| 5 | Taylor Fritz     | 1–2    | 6–5    | 0-2     | 0–1      |       | 1-2  | 3-5       | 5-4    | 16–21  | 49–21    |
| 6 | Casper Ruud      | 0-2    | 2-3    | 0-4     | 0-3      | 2-1   |      | 0-2       | 2-5    | 6-20   | 49–23    |
| 7 | Alex de Minaur   | 0-7    | 2-8    | 0-2     | 3-6      | 5-3   | 2-0  |           | 4-3    | 16–29  | 47–16    |
| 8 | Andrej Rublëv    | 3-6    | 3-6    | 1-1     | 2-7      | 4-5   | 5-2  | 3-4       |        | 21–31  | 43–23    |

### Doppio
|   |                                    | Arévalo Pavić | Granollers Zeballos | Koolhof Mektić | Bolelli Vavassori | Purcell Thompson | Bopanna Ebden | Heliövaara Patten | Krawietz Pütz | Totale | V–S 2024 |
| 1 | Marcelo Arévalo Mate Pavić         |               | 1–3                 | 1–0            | 3–0               | 0–0              | 1–0           | 1–1               | 2–3           | 9–7    | 44–18    |
| 2 | Marcel Granollers Horacio Zeballos | 3–1           |                     | 0–3            | 2–2               | 0–2              | 3–2           | 1–0               | 2–0           | 11–10  | 42–14    |
| 3 | Wesley Koolhof Nikola Mektić       | 0–1           | 3–0                 |                | 0–2               | 0–1              | 1–1           | 1–1               | 1–0           | 6–6    | 43–16    |
| 4 | Simone Bolelli Andrea Vavassori    | 0–3           | 2–2                 | 2–0            |                   | 2–0              | 2–2           | 1–1               | 2–1           | 11–9   | 41–18    |
| 5 | Max Purcell Jordan Thompson        | 0–0           | 2–0                 | 1–0            | 0–2               |                  | 0–0           | 1–1               | 1–0           | 5–3    | 39–7     |
| 6 | Rohan Bopanna Matthew Ebden        | 0–1           | 2–3                 | 1–1            | 2–2               | 0–0              |               | 0–0               | 1–2           | 6–9    | 24–14    |
| 7 | Harri Heliövaara Henry Patten      | 1–1           | 0–1                 | 1–1            | 1–1               | 1–1              | 0–0           |                   | 0–0           | 4–5    | 36–11    |
| 8 | Kevin Krawietz Tim Pütz            | 3–2           | 0–2                 | 0–1            | 1–2               | 0–1              | 2–1           | 0–0               |               | 6–9    | 40–18    |

## Montepremi e punti
Le ATP Finals 2024 premiano in denaro e attribuiscono in punti, per vittoria, nel seguente modo:
| Torneo                                                     | Singolare                                                         | Doppio                                                           | Punti    |
| ---------------------------------------------------------- | ----------------------------------------------------------------- | ---------------------------------------------------------------- | -------- |
| Campione                                                   | 2237200 $                                                         | 356800 $                                                         | RR + 900 |
| Finalista                                                  | 1123400 $                                                         | 178500 $                                                         | RR + 400 |
| Round-robin per vittoria                                   | 396500 $                                                          | 96600 $                                                          | 200      |
| Partecipazione                                             | 3 incontri = 331000 $ 2 incontri = 248250 $ 1 incontro = 165500 $ | 3 incontri = 134200 $ 2 incontri = 100650 $ 1 incontro = 67100 $ | –        |
| Alternate                                                  | 155000 $                                                          | 51700 $                                                          | –        |
| RR sono i punti o i premi in denaro vinti nel Round Robin. |                                                                   |                                                                  |          |

- Il vincitore del singolare, qualora non abbia subito sconfitte nel corso del torneo, consegue 1 500 punti e un premio in denaro pari a 4881100 $.
- I vincitori del doppio, qualora non abbiano subito sconfitte nel corso del torneo, conseguono 1 500 punti e un premio in denaro pari a 959300 $. Il premio in denaro per il doppio si intende per team.

## Calendario

### Giorno 1: 10 novembre
| Incontri alla Inalpi Arena | Incontri alla Inalpi Arena        | Incontri alla Inalpi Arena             | Incontri alla Inalpi Arena |
| Gruppo                     | Vincitori                         | Perdenti                               | Punteggio                  |
| -------------------------- | --------------------------------- | -------------------------------------- | -------------------------- |
| Gruppo Mike Bryan          | Max Purcell Jordan Thompson [5]   | Wesley Koolhof Nikola Mektić [3]       | 7–6(1), 6–3                |
| Gruppo Ilie Năstase        | Taylor Fritz [5]                  | Daniil Medvedev [4]                    | 6–4, 6–3                   |
| Gruppo Mike Bryan          | Harri Heliövaara Henry Patten [7] | Marcel Granollers Horacio Zeballos [2] | 7–6(2), 6–4                |
| Gruppo Ilie Năstase        | Jannik Sinner [1]                 | Alex de Minaur [7]                     | 6–3, 6–4                   |

### Giorno 2: 11 novembre
| Incontri alla Inalpi Arena | Incontri alla Inalpi Arena          | Incontri alla Inalpi Arena      | Incontri alla Inalpi Arena |
| Gruppo                     | Vincitori                           | Perdenti                        | Punteggio                  |
| -------------------------- | ----------------------------------- | ------------------------------- | -------------------------- |
| Gruppo Bob Bryan           | Kevin Krawietz Tim Pütz [8]         | Marcelo Arévalo Mate Pavić [1]  | 6–3, 6–4                   |
| Gruppo John Newcombe       | Casper Ruud [6]                     | Carlos Alcaraz [3]              | 6–1, 7–5                   |
| Gruppo Bob Bryan           | Simone Bolelli Andrea Vavassori [4] | Rohan Bopanna Matthew Ebden [6] | 6–2, 6–3                   |
| Gruppo John Newcombe       | Alexander Zverev [2]                | Andrej Rublëv [8]               | 6–4, 6–4                   |

### Giorno 3: 12 novembre
| Incontri alla Inalpi Arena | Incontri alla Inalpi Arena        | Incontri alla Inalpi Arena             | Incontri alla Inalpi Arena |
| Gruppo                     | Vincitori                         | Perdenti                               | Punteggio                  |
| -------------------------- | --------------------------------- | -------------------------------------- | -------------------------- |
| Gruppo Mike Bryan          | Harri Heliövaara Henry Patten [7] | Max Purcell Jordan Thompson [5]        | 7–6(3), 7–5                |
| Gruppo Ilie Năstase        | Daniil Medvedev [4]               | Alex de Minaur [7]                     | 6–2, 6–4                   |
| Gruppo Mike Bryan          | Wesley Koolhof Nikola Mektić [3]  | Marcel Granollers Horacio Zeballos [2] | 4–6, 7–6(6), [10–8]        |
| Gruppo Ilie Năstase        | Jannik Sinner [1]                 | Taylor Fritz [5]                       | 6–4, 6–4                   |

### Giorno 4: 13 novembre
| Incontri alla Inalpi Arena | Incontri alla Inalpi Arena     | Incontri alla Inalpi Arena          | Incontri alla Inalpi Arena |
| Gruppo                     | Vincitori                      | Perdenti                            | Punteggio                  |
| -------------------------- | ------------------------------ | ----------------------------------- | -------------------------- |
| Gruppo Bob Bryan           | Marcelo Arévalo Mate Pavić [1] | Rohan Bopanna Matthew Ebden [6]     | 7–5, 6–3                   |
| Gruppo John Newcombe       | Carlos Alcaraz [3]             | Andrej Rublëv [8]                   | 6–3, 7–6(8)                |
| Gruppo Bob Bryan           | Kevin Krawietz Tim Pütz [8]    | Simone Bolelli Andrea Vavassori [4] | 7–5, 6–4                   |
| Gruppo John Newcombe       | Alexander Zverev [2]           | Casper Ruud [6]                     | 7–6(3), 6–3                |

### Giorno 5: 14 novembre
| Incontri alla Inalpi Arena | Incontri alla Inalpi Arena        | Incontri alla Inalpi Arena             | Incontri alla Inalpi Arena |
| Gruppo                     | Vincitori                         | Perdenti                               | Punteggio                  |
| -------------------------- | --------------------------------- | -------------------------------------- | -------------------------- |
| Gruppo Mike Bryan          | Harri Heliövaara Henry Patten [7] | Wesley Koolhof Nikola Mektić [3]       | 4–6, 6–3, [12–10]          |
| Gruppo Ilie Năstase        | Taylor Fritz [5]                  | Alex de Minaur [7]                     | 5–7, 6–4, 6–3              |
| Gruppo Mike Bryan          | Max Purcell Jordan Thompson [5]   | Marcel Granollers Horacio Zeballos [2] | 7–6(14), 6–3               |
| Gruppo Ilie Năstase        | Jannik Sinner [1]                 | Daniil Medvedev [4]                    | 6–3, 6–4                   |

### Giorno 6: 15 novembre
| Incontri alla Inalpi Arena | Incontri alla Inalpi Arena      | Incontri alla Inalpi Arena          | Incontri alla Inalpi Arena |
| Gruppo                     | Vincitori                       | Perdenti                            | Punteggio                  |
| -------------------------- | ------------------------------- | ----------------------------------- | -------------------------- |
| Gruppo Bob Bryan           | Rohan Bopanna Matthew Ebden [6] | Kevin Krawietz Tim Pütz [8]         | 7–5, 6(6)–7, [10–7]        |
| Gruppo John Newcombe       | Alexander Zverev [2]            | Carlos Alcaraz [3]                  | 7–6(5), 6–4                |
| Gruppo Bob Bryan           | Marcelo Arévalo Mate Pavić [1]  | Simone Bolelli Andrea Vavassori [4] | 6–3, 3–6, [10–3]           |
| Gruppo John Newcombe       | Casper Ruud [6]                 | Andrej Rublëv [8]                   | 6–4, 5–7, 6–2              |

### Giorno 7: 16 novembre
| Incontri alla Inalpi Arena | Incontri alla Inalpi Arena     | Incontri alla Inalpi Arena        | Incontri alla Inalpi Arena |
| Gruppo                     | Vincitori                      | Perdenti                          | Punteggio                  |
| -------------------------- | ------------------------------ | --------------------------------- | -------------------------- |
| Semifinale doppio          | Kevin Krawietz Tim Pütz [8]    | Max Purcell Jordan Thompson [5]   | 2–6, 6–3, [11–9]           |
| Semifinale singolare       | Taylor Fritz [5]               | Alexander Zverev [2]              | 6–3, 3–6, 7–6(3)           |
| Semifinale doppio          | Marcelo Arévalo Mate Pavić [1] | Harri Heliövaara Henry Patten [7] | 7–6(1), 7–6(4)             |
| Semifinale singolare       | Jannik Sinner [1]              | Casper Ruud [6]                   | 6–1, 6–2                   |

### Giorno 8: 17 novembre
| Incontri alla Inalpi Arena | Incontri alla Inalpi Arena  | Incontri alla Inalpi Arena     | Incontri alla Inalpi Arena |
| Gruppo                     | Vincitori                   | Perdenti                       | Punteggio                  |
| -------------------------- | --------------------------- | ------------------------------ | -------------------------- |
| Finale doppio              | Kevin Krawietz Tim Pütz [8] | Marcelo Arévalo Mate Pavić [1] | 7–6(5), 7–6(6)             |
| Finale singolare           | Jannik Sinner [1]           | Taylor Fritz [5]               | 6–4, 6–4                   |

## Campioni

### Singolare
Jannik Sinner ha sconfitto in finale  Taylor Fritz con il punteggio di 6-4, 6-4.
• È il primo titolo alle Finals per Sinner, il diciottesimo in carriera.

### Doppio
Kevin Krawietz /  Tim Pütz hanno sconfitto in finale  Marcelo Arévalo /  Mate Pavić con il punteggio di 7-6(5), 7-6(6).